# NGC 4781
NGC 4781 est une galaxie spirale barrée située dans la constellation de la Vierge. Sa vitesse par rapport au fond diffus cosmologique est de 1 595 ± 24 km/s, ce qui correspond à une distance de Hubble de 23,5 ± 1,7 Mpc (∼76,6 millions d'al). NGC 4781 a été découverte par l'astronome germano-britannique William Herschel en 1786.
La classe de luminosité de NGC 4781 est IV et elle présente une large raie HI. Elle renferme également des régions d'hydrogène ionisé. La luminosité de la galaxie NGC 4781 dans l'infrarouge lointain (de 40 à 400 µm)  est égale à 7,94 × 109 {\displaystyle L_{\odot }} (109,90{\displaystyle L_{\odot }}) et sa luminosité totale dans l'infrarouge (de 8 à 1 000 µm) est de 1,00 × 1010 {\displaystyle L_{\odot }} (1010,00{\displaystyle L_{\odot }}).
À ce jour, 13 mesures non basées sur le décalage vers le rouge (redshift) donnent une distance de 14,385 ± 2,790 Mpc (∼46,9 millions d'al), ce qui est nettement à l'extérieur des valeurs de la distance de Hubble. Cependant, cette galaxie est relativement rapprochée du Groupe local. On obtient souvent des distances assez différentes pour les galaxies rapprochées en se basant sur le décalage en raison du mouvement propre de ces galaxies dans le groupe où l'amas où elles sont situées. Cette valeur est peut-être plus près de la distance réelle de cette galaxie. Notons que c'est avec la valeur moyenne des mesures indépendantes, lorsqu'elles existent, que la base de données NASA/IPAC calcule le diamètre d'une galaxie.

## Morphologie

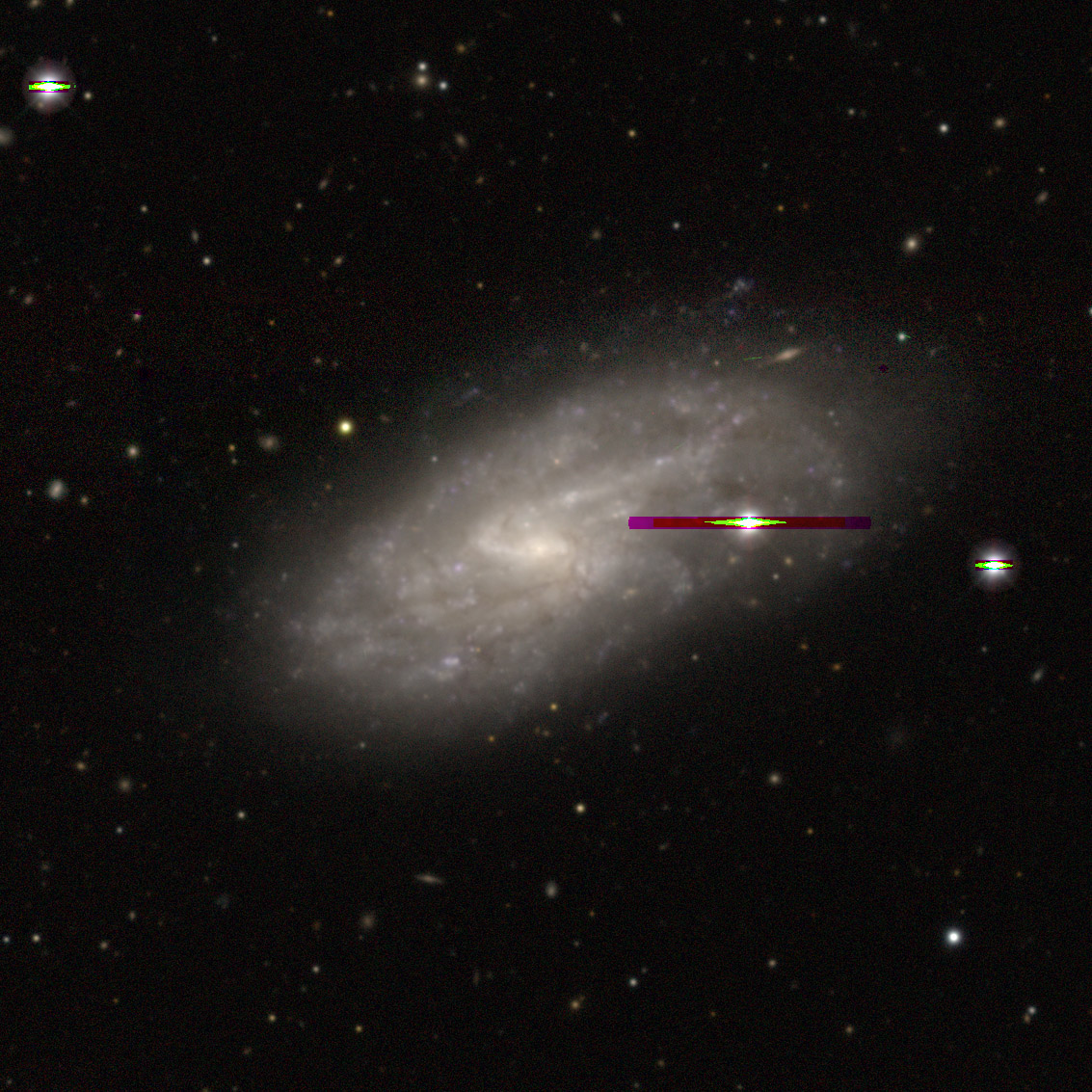
NGC 4781 par le projet « Legacy Surveys DR10 ».

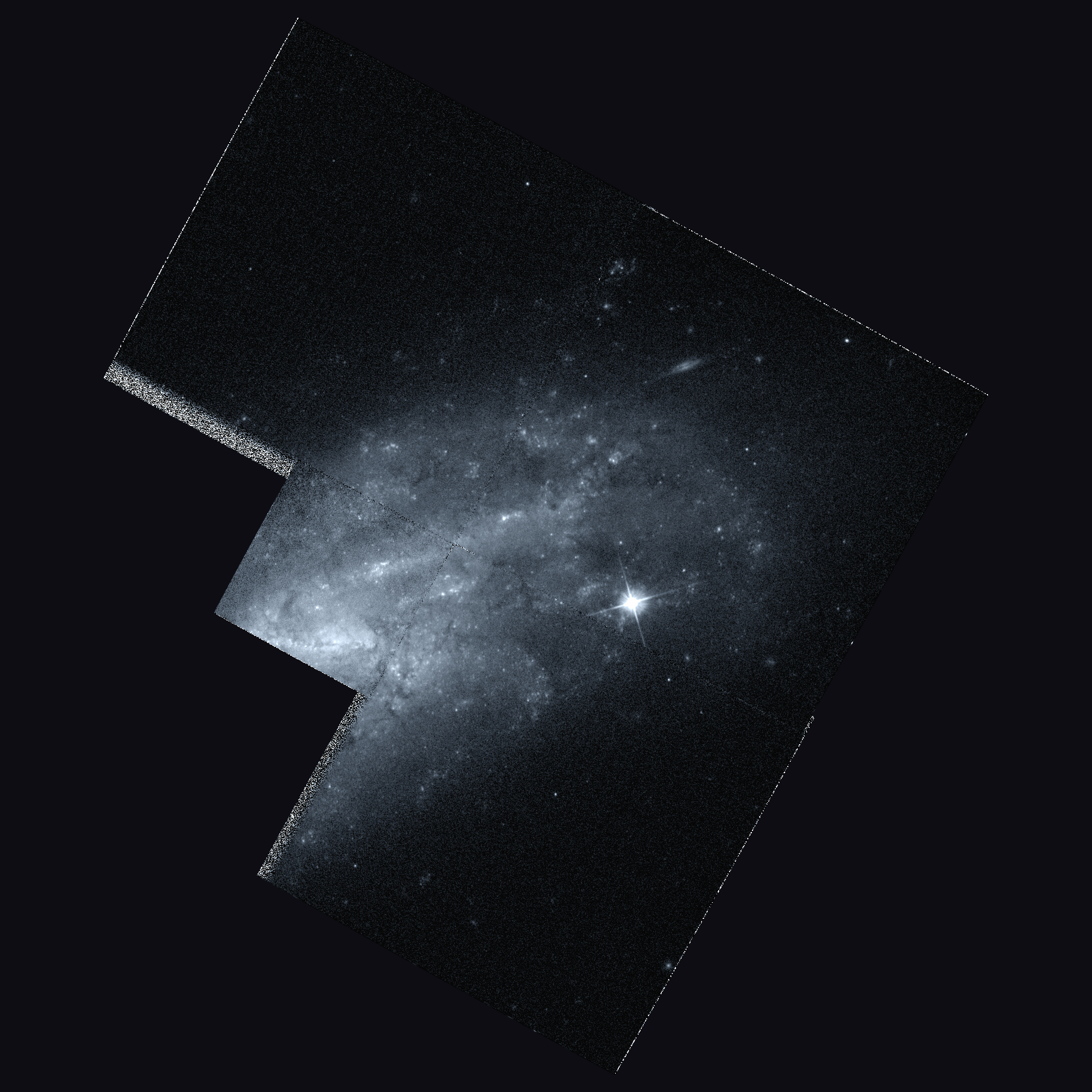
La partie centrale de NGC 4781 par le télescope spatial Hubble.

NGC 4781 a été utilisée par Gérard de Vaucouleurs comme une galaxie de type morphologique SB(s)d dans son atlas des galaxies,. 
Eskridge, Frogel et Pogge ont publié un article en 2002 décrivant la morphologie de 205 galaxies spirales ou lenticulaires rapprochées. Les observations ont été réalisées dans la bande H de l'infrarouge et dans la bande B (le bleu). Selon Eskridge et ses collègues, NGC 4781 est de type SABdm dans la bande B et SBdm dans la bande H. Le bulbe de NGC 4781 est petit et peu lumineux. Une petite barre est orientée presque d'est en ouest. Des bras spiraux très miteux, inégaux et ouverts émergent des extrémités de la barre. L'angle de position du disque de NGC 4781 est d'environ 30° de la direction est-ouest, ce qui est significativement de celui de la barre. 

## Groupe de NGC 4699
Selon A.M. Garcia, NGC 4781 fait partie du groupe de NGC 4699. Ce groupe de galaxies compte au moins 15 galaxies. Les autres galaxies du New General Catalogue sont NGC 4699, NGC 4700, NGC 4722, NGC 4742, NGC 4790, NGC 4804 (NGC 4802 dans l'article) et NGC 4818. Cependant il s'agit sans doute d'une erreur, car à une distance de 60,7 Mpc, NGC 4722 est beaucoup plus éloigné que la distance moyenne des autres galaxies de ce groupe qui est de 17,8 ± 2,9 Mpc (∼58,1 millions d'al).
Le groupe de NGC 4699 fait partie de l'amas de la Vierge II, un amas situé à la frontière sud de l'amas de la Vierge. Cet amas fait partie du superamas de la Vierge.
Comme plusieurs galaxies de l'amas de la Vierge II, certaines galaxies du groupe de NGC 4699 présentent des distances de Hubble fort différentes des distances obtenues par des méthodes indépendantes du décalage vers le rouge. Sauf pour NGC 4722, les distances indépendantes sont toutes inférieures aux distances de Hubble. La distance moyenne des galaxies présentant trois mesures ou plus par des méthodes indépendantes du décalage est de 16,2 ± 5,4 Mpc (∼52,8 millions d'al) et la moyenne des distances de Hubble est de 23,8 ± 2,8 Mpc (∼77,6 millions d'al). Ce groupe semble donc s'éloigner de la Voie lactée à une vitesse supérieure à celle que lui procurerait l'expansion de l'Univers.